# Yecheon-gun
Yecheon (en coreano: 예천군) es un condado en la provincia de Gyeongsang del Norte, Corea del Sur. Se compone de doce distritos administrativos (11 myeon y un eup). El condado limita con la ciudad de Yeongju al noreste, la ciudad de Andong, al este, el Uiseong-gun al sureste, ciudad Mungyeong hacia el oeste, la ciudad de Sangju, al suroeste, y el Condado de Danyang de la provincia Chungcheong del Norte, al noroeste.

## Divisiones administrativas
Yecheon-gun se divide en doce divisiones principales: un eup (pueblo grande) y once distritos rurales (myeon).
- Yecheon-eup (예천읍)
- Yongmun-myeon (용문면)
- Sangri-myeon (상리면)
- Hari-myeon (하리면)
- Gamcheon-myeon (감천면)
- Bomun-myeon (보문면)
- Homyeong-myeon (호명면)
- Yucheon-myeon (유천면)
- Yonggung-myeon (용궁면)
- Gaepo-myeon (개포면)
- Jibo-myeon (지보면)
- Pungyang-myeon (풍양면)